# グレン・ベック

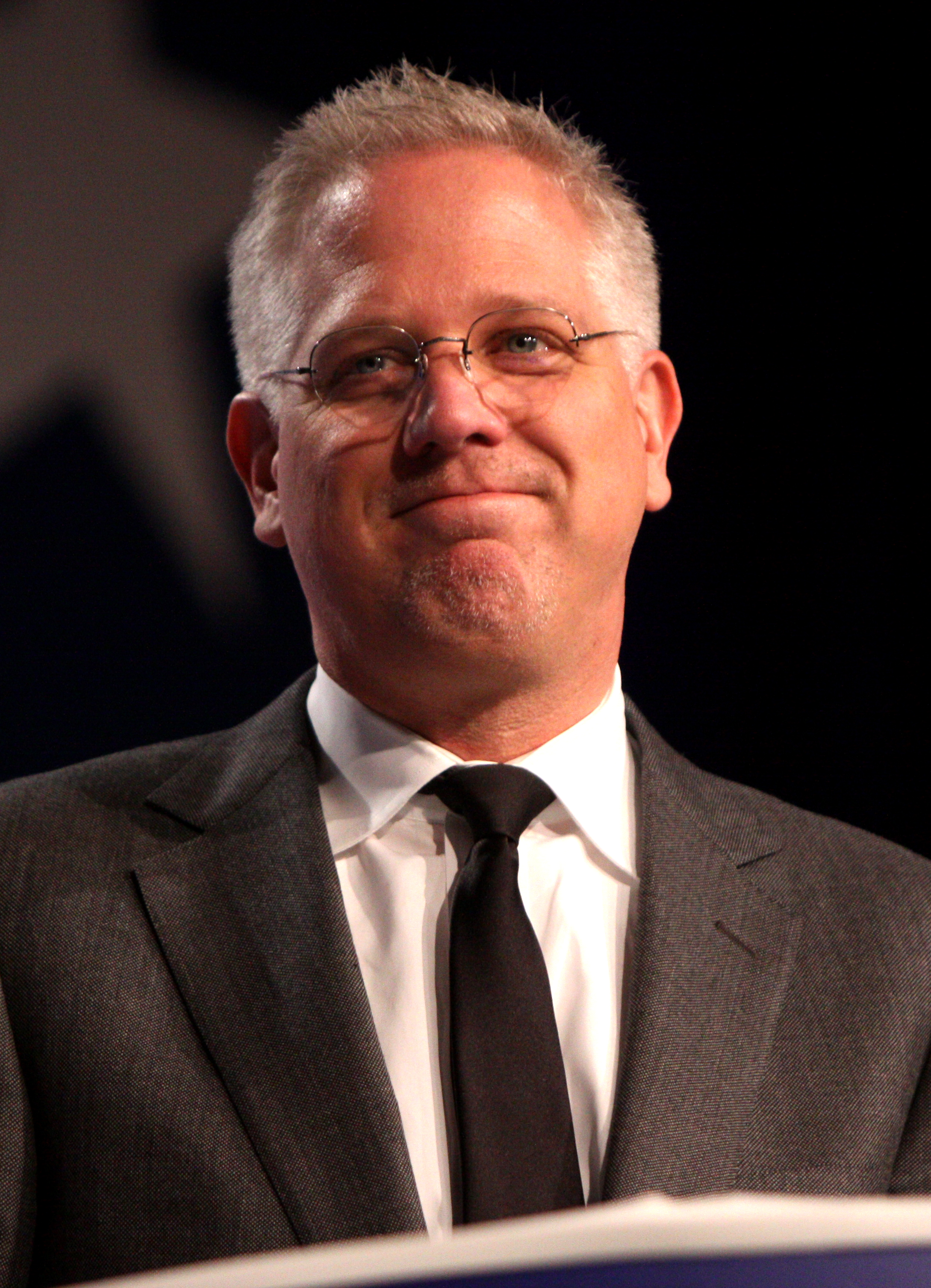
グレン・ベック

グレン・ベック（Glenn Beck, 1964年2月10日 - ）は、アメリカ合衆国の保守系ラジオパーソナリティ、コメンテーターである。かつては、FOXニュースのテレビ番組で司会者を務めていた。2011年、保守系複合メディア企業「THE BLAZE」を設立、現在もオーナーを務める。

## 人物

### 生い立ち
ワシントン州エバレットで生まれた。高校を卒業後、大学へは進学せずユタ州のラジオ局で働くが、半年でワシントンD.C.のラジオ局に転職する。青年期に彼は発達障害のひとつであるADHDとの診断を受けている。
二度の結婚歴があり、4人の子供がいる(1994年に離婚した前妻との間に2人、1999年に再婚した現在の妻との間に2人)。

### パーソナリティとして
ラジオ局で働く一労働者に過ぎない彼だったが、2000年からFOXニュースラジオで「The Glenn Beck Program」という番組のパーソナリティを務め始めてから彼の知名度が全米で上昇していった。2006年にはCNNの第2ニュースチャンネルCNN Headline Newsにプライムタイムのアンカーに抜擢され、2009年にFOXニュースへ番組ごと移籍。2011年6月に自身のインターネット放送局に移籍し、番組制作を継続している。
現在も彼はその保守的で過激な発言からメディア業界を騒がせ続けている。
非常に感情的な人物で、自らの主張を述べている際にしばしば涙を流してリスナーに語りかけている。

### 信仰
モルモン教徒である。アルコール依存症に苦しんでいた自分を変えるため、彼は様々な宗教を試したが最終的にたどり着いたのが刺激物の摂取を禁ずる禁欲的なモルモン教だった。

## 主張・発言

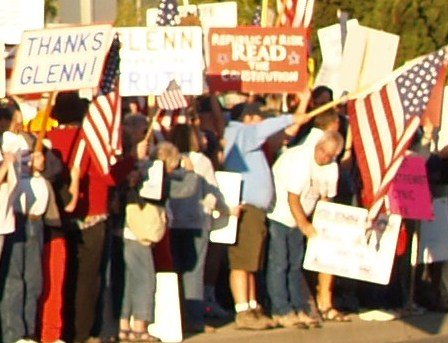
グレン・ベックを支持するデモ

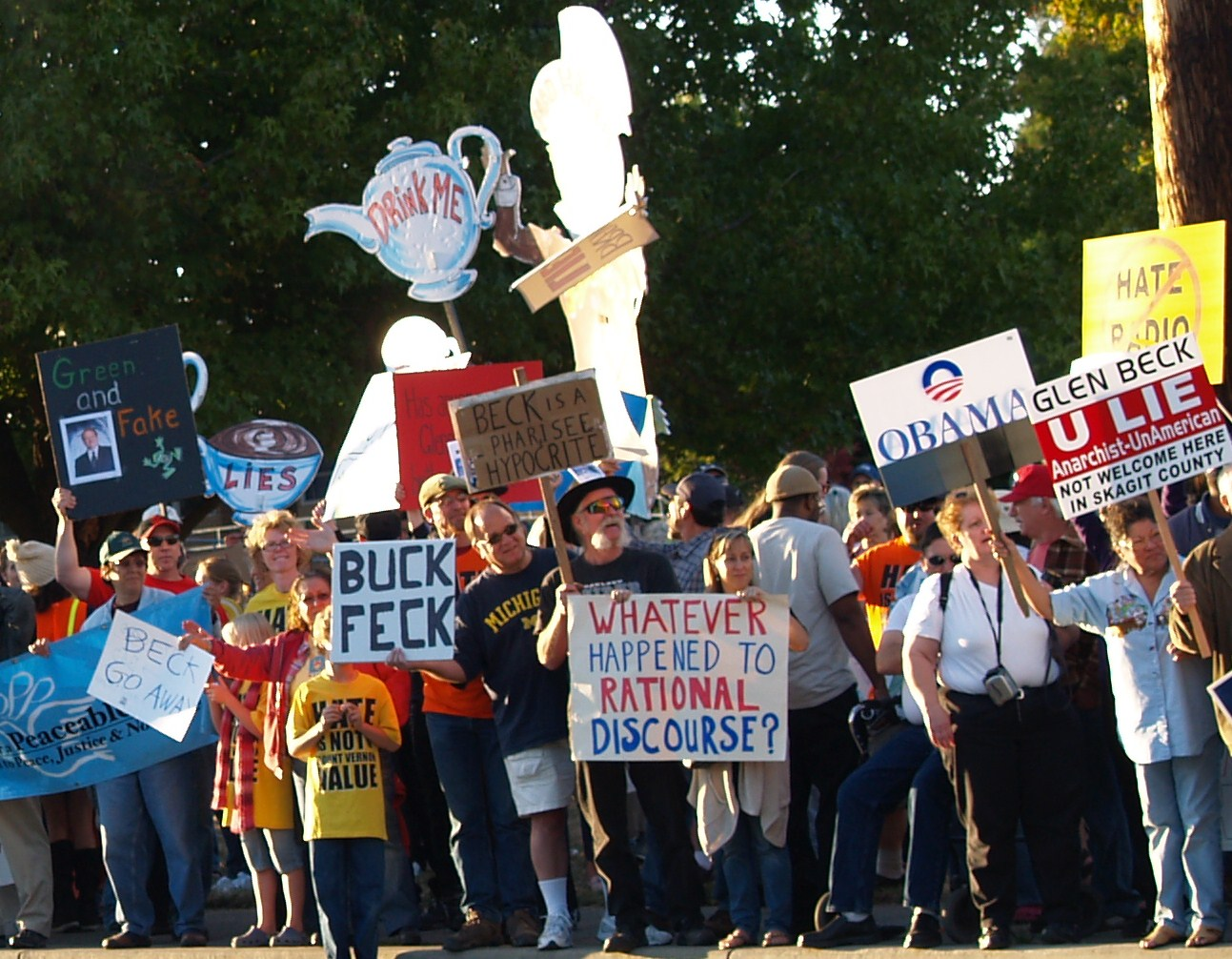
グレン・ベックを非難するデモ

ティーパーティー運動の立役者の一人である。彼の主張はきわめて保守・右翼的であり、また、論調が辛口で過激かつ宗教的なことから、全米において彼の好き嫌いは二分されている。
その口の悪さは同じ保守派相手にも発揮される。サラ・ペイリンと対談した際に「建国の父達の中で尊敬するのは誰ですか？」と質問したところ（アメリカの建国者達はそれぞれが異なる国家観の持ち主であるため、誰を尊敬するかによってその人の国家観がわかることになる）、回答に窮したペイリンが「建国の父達全員です」とお茶を濁す発言をしたため、「Bullcrap（フザけやがって）」とぼやいたことがある。2016年アメリカ合衆国大統領選挙ではドナルド・トランプをアドルフ・ヒトラーと比較し、更に「暗殺」を示唆。一方で、原則的に彼はバラク・オバマやビル・クリントン、ヒラリー・クリントンよりも進歩派であるから、共和党の正統な候補ではない、と冷静に指摘した。
2011年3月に日本で発生した東日本大震災について、自身のラジオ番組にて「神様の仕業」であるという趣旨の主張をおこない、『サンフランシスコ・クロニクル』、『タイム』、ウーピー・ゴールドバーグから批判された。
また、2011年7月のノルウェー連続テロ事件の被害者たちであるノルウェー労働党の青年部員たちを、ヒトラーユーゲントのような人々と表現し、非難を浴びた。